# Corrosão

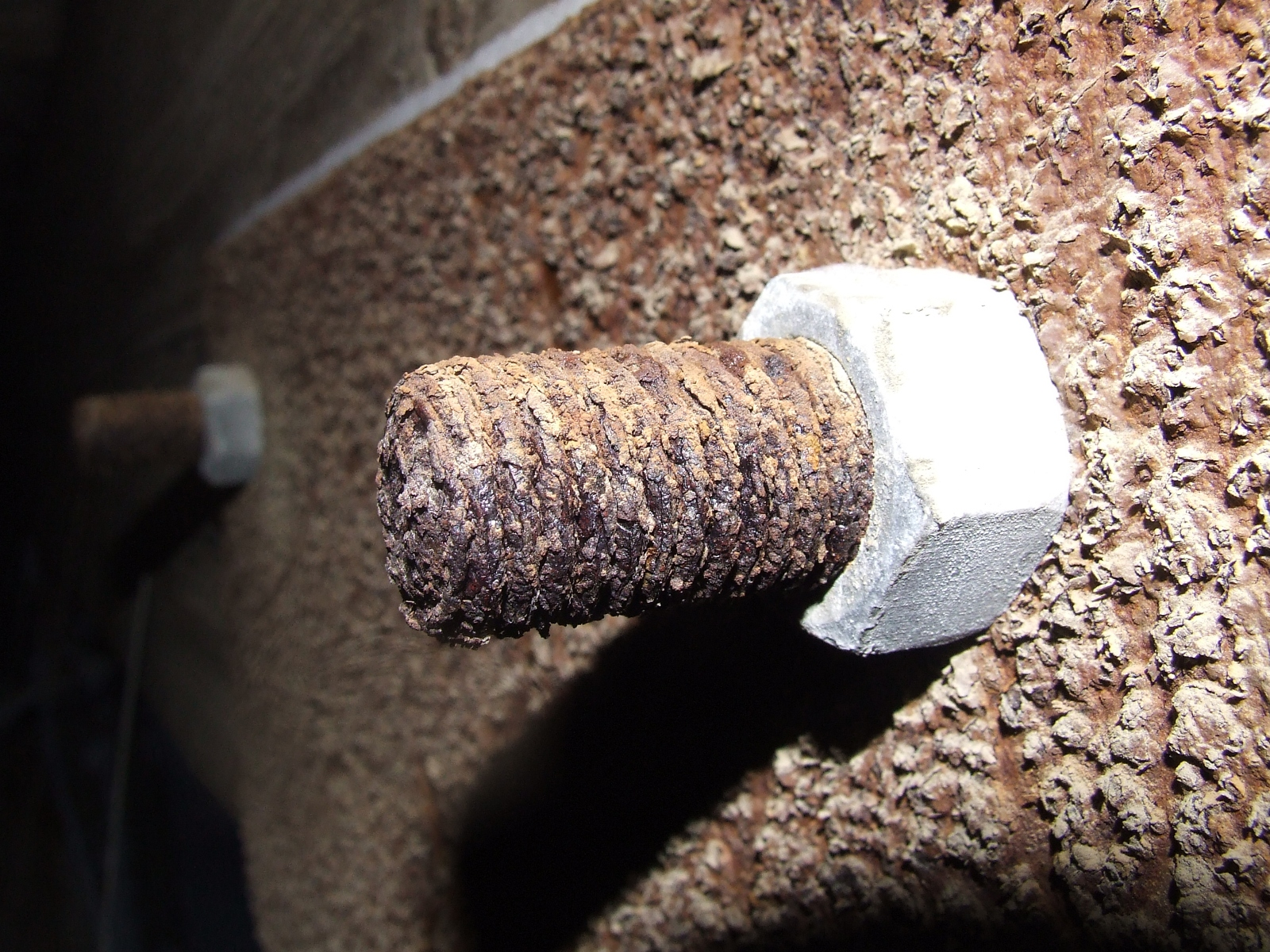
Um parafuso velho corroído pelo tempo.

A corrosão metálica é a transformação de um material ou liga metálica pela sua interação química ou eletroquímica num determinado meio de exposição, processo que resulta na formação de produtos de corrosão e na libertação de energia. Quase sempre, a corrosão metálica (por mecanismo eletroquímico), está associada à exposição do metal num meio no qual existem moléculas de água, juntamente com o gás oxigênio ou íons de hidrogênio, num meio condutor.
A adoção de uma ou mais formas de proteção contra a corrosão dos metais deve levar em conta aspectos técnicos e econômicos. Entre os aspectos técnicos, o meio de exposição é um parâmetro de grande importância. Quanto a este parâmetro, o uso de inibidores de corrosão ou o controle de agentes agressivos (SO2, H+, Cl-) são impraticáveis nos casos em que se deseja proteger um determinado metal contra a corrosão atmosférica e o mesmo vale para a utilização da proteção catódica, restando nestes casos somente a modificação do metal ou a interposição de barreiras como uma alternativa para proteção contra a corrosão.
Em alguns casos, a modificação do metal é perfeitamente aplicável, citando como exemplo, a utilização do alumínio e suas ligas em componentes como esquadrias, portas e janelas em vez do aço-carbono. No entanto, para estruturas de grande porte, nas quais a resistência mecânica é um requisito importante, o alumínio e suas ligas nem sempre podem ser utilizados, sendo os aços inoxidáveis ou os aços aclimáveis, potenciais materiais alternativos. A utilização dos aços inoxidáveis nem sempre é economicamente viável, enquanto a utilização dos aços aclimáveis esbarra na questão de condições de exposição, visto que estes só apresentam desempenho satisfatório em atmosferas moderadamente contaminadas com compostos de enxofre e em condições de molhamento e secagem, além da sua limitação de utilização em atmosferas com alta concentração de cloretos.
Em resumo, são muitos os casos em que os metais ferrosos (aço-carbono ou ferro fundido) continuam sendo os materiais mais adequados para utilização em estruturas expostas a atmosferas em geral, restando tão somente a interposição de uma barreira entre este metal e o meio como uma forma de proteção contra a corrosão.
Para esta finalidade, tanto os revestimentos orgânicos (tintas), como os inorgânicos (revestimentos metálicos ou de conversão como a anodização, cromatização) ou uma combinação dos dois são utilizados.
A escolha de um sistema de proteção contra a corrosão para os metais ferrosos (como o aço-carbono) dependerá de uma série de fatores, citando como um dos principais, o grau de corrosividade do meio.
Na engenharia hidráulica e na engenharia mecânica é grande a preocupação com a corrosão em bombas e em turbinas, sobretudo devido aos prejuízos que podem causar nas estações elevatórias e nas usinas hidrelétricas.
Não se deve confundir o fenômeno químico da corrosão com os fenômenos físicos da cavitação e da abrasão, embora os efeitos nas pás de bombas e de turbinas sejam parecidos.

## Tipos de corrosão
A corrosão por processos eletroquímicos apresenta mecanismos idênticos sempre constituídos por regiões nas quais há a formação de ânodos e cátodos, entre as quais há a circulação de elétrons e no meio a circulação de íons. Mas a perda de massa do material e a maneira pela qual se dá seu ataque se processará de diferentes maneiras e evoluções.
Listam-se aqui diversos tipos de corrosão e seus específicos mecanismos, abordando-se as características do ataque corrosivo e as formas de desgaste.

### Corrosão uniforme
A corrosão se processa em toda extensão da superfície, ocorrendo perda uniforme de espessura. É chamada por alguns de corrosão generalizada, mas essa terminologia não deve ser usada por tornar-se redundante. O termo generalizado é aplicável à corrosão por pite ou alveolar, quando manifestadas em toda a extensão da superfície corroída.

### Corrosão porpites
A chamada corrosão por pites (do inglês pit, "poço" ou "cova") é uma forma de corrosão localizada que consiste na formação de pequenas cavidades de profundidade considerável e o mais importante, significativa frente a espessura do material. Ocorre de maneira extremamente determinada, podendo portanto ser chamada de puntiforme, não apresentando ataque no material circundante.
Caracteriza-se por atacar materiais metálicos que apresentam formação de películas protetoras passiváveis e sendo resultado, geralmente, da atuação de "ilha" ativa-passiva nos locais de pequena área (disto pontos) onde há o rompimento de tal camada passiva.
Sendo uma corrosão que não implica uma homogênea redução da espessura e ocorrendo no interior de equipamentos torna-se um tipo de corrosão de acompanhamento mais difícil.
É um tipo de corrosão que nos materiais passiváveis a ação dos halogenetos (Cl-, Br-, I-, F-) causa o rompimento da passividade e a dissolução causada localmente da película produz uma área ativa que diante do restante passivado circundante, muito maior, produz uma corrosão muito intensa e localizada. O potencial em que haja a quebra de passividade é uma variável muito importante neste processo, sendo considerado de fato que o que ocorra seja a alteração do comportamento da polarização anódica dos sistemas de materiais, tanto o metálico quanto seu produto passivo, pela ação dos íons halogenetos.
É de se considerar que um fator importante para o mecanismo da formação de pites seja a existência de pontos de maior fragilidade da película passivante (defeitos em sua formação), fazendo com que o pH no interior do pite se altere substancialmente para o espectro ácido dificultando a restituição da camada passiva inicial. Resultando disto que a pequena área ativa anódica formada diante de uma grande área catódica provoca a corrosão localizada e intensa já citada.

### Corrosão por concentração diferencial
A variação de determinados componentes no meio no qual o material está permanentemente ou mesmo eventualmente imerso (em contato) provoca igualmente ação corrosiva, a qual é denominada corrosão por concentração diferencial. Seu mecanismo de ação é a formação de pilhas de concentração iônica diferencial e pilhas de aeração diferencial.
Este tipo de corrosão pode ser dividido em corrosão por concentração iônica diferencial, associada com a variação de determinadas concentrações iônicas propriamente ditas do meio, a corrosão por aeração diferencial, variando a concentração de determinados gases da atmosfera gasosa em contato com o material, a corrosão em frestas, ocasionada por configuração geométrica do material corrosível, que possibilita a formação de variações de concentração ou de aeração e pelo mesmo motivo, a corrosão filiforme, mas associada a configurações dos revestimentos aplicados, tais como a pintura.

#### Corrosão por concentração iônica diferencial
A corrosão por concentração molecular diferencial ocorre quando no eletrólito com o qual o metal está em contato apresentam-se diferenças de concentração de íons do metal ou ainda outro cátion ou ânion que propicie a corrosão, como o Na+ e outros íons alcalinos ou ainda sulfatos, por exemplo, consequentemente propiciando a partir de um primeiro ataque, a variação de cátions do metal. Este diferencial propiciará a formação de pilhas através da presença de diferentes potenciais eletroquímicos das áreas de maior e menor concentração, que funcionarão respectivamente como cátodo e como ânodo.

#### Corrosão por aeração diferencial
Quando há variações nas concentrações de oxigênio no meio eletrólito ocorre a chamada tecnicamente corrosão por aeração diferencial.
Com a concentração de oxigênio mais alta no meio circundante, mais catódico se torna o potencial eletroquímico de um material metálico, tornando as áreas em contato com esta concentração mais elevada de oxigênio catódicas, gerando diferença de potencial em relação as áreas de meio de menor concentração de oxigênio, que passam a ser anódicas. Este tipo de corrosão ocorre frequentemente em regiões intermediárias entre dois meios, como ar e água ou ar e solo, como nas estruturas metálicas com partes subaquáticas ou no solo.

#### Corrosão em frestas
A ação da aeração diferencial e ou da concentração iônica diferencial produzem a formação de pilhas em frestas em materiais metálicos. Estas frestas podem ser definidas como as ocorrentes em juntas soldadas de chapas sobrepostas, em juntas de chapas unidas por rebites, em ligações de tubulações unidas por flanges, em ligações de tubulações proporcionadas por roscas de parafusos, nos revestimentos feitos através de chapas aparafusadas e inúmeras configurações de geometrias que proporcionem a formação de frestas.
A formação de pilhas de concentração iônica diferencial é preferencial em meios líquidos e a formação de pilhas de aeração diferencial é preferencial em meios gasosos.
Sendo portanto as frestas inerentes as construções por meio de metais, no projeto devem ser minimizadas com o objetivo de reduzir a corrosão.

#### Corrosão filiforme
Quando a corrosão se processa sob camadas de revestimento, como a pintura, ela é denominada de corrosão filiforme. Embora o mecanismo principal desta corrosão não seja completamente entendido, atribui-se aos mesmos mecanismos da corrosão por frestas a esta corrosão, especialmente quando em defeitos no revestimento a aeração diferencial. Esta corrosão processa-se tipicamente nas bordas da superfície do material, progredindo por filamentos que curiosamente apresentam reflexões de mesmo ângulo do de incidência quando encontram obstáculos.

### Corrosão galvânica
O contato elétrico entre materiais diferentes resulta no processo corrosivo conhecido como corrosão galvânica. A intensidade deste tipo de corrosão será proporcional à distância entre os valores dos materiais envolvidos na tabela de potenciais eletroquímicos, em outras palavras, na "nobreza" dos materiais. Exerce influência neste tipo de corrosão a proporcionalidade entre as áreas anódica e catódica. Tal proporção deverá ser maior possível com vistas a se obter a mínima corrosão na área anódica aliada à sua uniformidade.
A presença de íons metálicos no eletrólito é um fator importante nesta corrosão. No caso de os íons no eletrólito serem mais catódicos que os materiais com os quais possam ter contato, haverá corrosão devido a reações de troca entre o metal e os cátions dissolvidos, com consequente oxidação do metal da estrutura em questão.
É um exemplo comum a reação da solução de um sal de cobre como eletrólito, a qual contém íons Cu2+ em contato com metais ferrosos, como por exemplo o aço:
Fe + Cu2+ → Fe2+ + Cu ↘
reação que resulta na corrosão do ferro da liga ferrosa (o qual é oxidado) e a deposição (por redução) do cobre.
Como um exemplo mais completo da reação acima, podemos citar a reação de solução de sulfato de cobre (II) com uma liga ferrosa:
Fe + CuSO4 → Fe + Cu2+ + SO42- → Fe2+ + SO42- + Cu ↘
Como uma reação na qual seja o cobre o metal corroído, podemos citar a similar reação do nitrato de prata em solução com uma liga de cobre metálico:
Cu + 2 AgNO3 → Cu + 2 Ag+ + 2 NO3- → Cu2+ + 2 NO3- + Ag ↘

### Corrosão sob tensão
O desenvolvimento da corrosão sob tensão exige a presença simultânea de tensões de tração e fatores ambientais específicos. Isso é incomum nas atmosferas internas de um edifício. As tensões não necessitam ser muito altas em relação ao limite de escoamento do material e pode ser devidas a carga e/ ou efeitos residuais dos processos de fabricação tais como soldagem ou dobramento. Devem ser tomados cuidados quando os componentes de aço inoxidável com tensões residuais elevadas (por ex. devido ao trabalho a frio) são usados em ambientes ricos em cloretos (por ex. piscinas cobertas, marinho, plataforma marítima)

### Corrosão seletiva
É chamada de corrosão seletiva ao conjunto de processos corrosivos que haja a formação de um par galvânico produzido pela diferença significativa entre a nobreza de dois elementos constituintes de uma liga metálica. Neste tipo de corrosão são característicos a corrosão grafítica e a corrosão por dezincificação.

#### Corrosão grafítica
O processo corrosivo que ocorre nos ferros fundidos cinzentos, que normalmente são usados para tubulações de água, de esgotos, em drenagem, etc., e no chamado ferro nodular, que possuem teor de grafita é chamado de corrosão grafítica. Sendo o grafita muito mais catódico que o ferro, e estando este concentrado em veios ou nódulos, que passam a agir como cátodo, enquanto o ferro age como ânodo, propiciando a corrosão.
Este tipo de corrosão é observável em tubos de ferro fundido velhos, que com qualquer ferramenta pode ter partes desagregadas de suas paredes de maneira similar a grafita.
Este tipo de corrosão não é um fator de contraindicação de tubos de ferros para usos como os citados, porque as exigências de pressões são de pouca monta e apenas a resistência estrutural dos tubos ao seu aterramento é na verdade exigida, ainda se após sofrer significativamente este tipo de corrosão. É usual o revestimento dos tubos para a prevenção a este tipo de corrosão, internamente com argamassa de cimento e externamente normalmente com pinturas resistentes ao solo onde serão enterrados.

#### Corrosão por dezincificação
O processo corrosivo que ocorre nas ligas de zinco, como os latões, utilizados em resfriadores, condensadores, etc. (trocadores de calor), tubulações para água salgada e outras é chamada corrosão por dezincificação.
É similar ao processo de corrosão grafítica, mas o material anódico no caso é o zinco, restando o cobre e os consequentes produtos de corrosão. É observada com mais frequência nos latões de alto teor de zinco, como o latão-alumínio (76% Cu, 22% Zn e 2% Al) e latão amarelo (67% Cu e 33% Zn), mas é observada mesmo em ligas mais resistentes à corrosão deste tipo como o latão vermelho (85% Cu e 15% Zn) em caso de a partida da liga não se apresentar suficientemente homogênea.
É um tipo de corrosão inibida por tratamento térmico de solubilização da liga e acréscimo à liga de As e Sb. A corrosão galvânica (bimetálica) pode ocorrer quando metais diferentes estão em contato num eletrólito comum (p. ex.: chuva, condensação, etc.). Se a corrente elétrica flui entre os dois, o metal menos nobre (o anodo) se corrói a uma taxa mais rápida do que se os metais não estivessem em contato. A taxa de corrosão depende também das áreas relativa ao contato dos metais, a temperatura e a composição do eletrólito. Em particular, quanto maior a área do cátodo em relação ao anodo, maior é a taxa de ataque. As proporções desfavoráveis de áreas ocorrem provavelmente com os fixadores e as juntas. Deveriam ser evitados os parafusos de aço carbono nos componentes de aço inoxidável devido a proporção da área do aço inoxidável para o aço carbono que é grande e os parafusos estarão sujeitos a ataque agressivo. Inversamente a taxa de ataque de um componente de aço carbono por um parafuso de aço inoxidável é muito menor. É útil extrair a experiência de uma situação anterior em situações similares, porque metais diferentes podem frequentemente ser unidos de forma segura e sob condições de condensação ocasional ou umidade, com resultados não adversos principalmente quando a condutividade do eletrólito é baixa. A previsão desses efeitos é difícil porque a taxa de corrosão é determinada por um número de questões complexas. O uso de tabelas de potencial ignora a presença de filmes de oxido na superfície e os efeitos das proporções da área e diferentes soluções químicas (eletrólito). Entretanto, o uso inadequado destas tabelas pode produzir resultados incorretos. Elas devem ser utilizadas com cuidado e somente para avaliação inicial. Os aços inoxidáveis austeníticos normalmente formam o catodo num par bimetálico e então não sofrem corrosão. Uma exceção é o par com cobre que deveria ser normalmente evitado exceto em condições propícias. O contato entre aços inoxidáveis austeníticos e zinco ou alumínio pode resultar em alguma corrosão adicional dos dois últimos metais. Isso é pouco provável que seja significativo estruturalmente, mas o resultado em forma de pó branco/cinzento pode ser considerado de má aparência.

### Corrosão associada ao escoamento de fluidos
Quando no escoamento de líquidos os processos corrosivos podem sofrer aceleração pela associação da ação mecânica e seus efeitos com a formação de pilhas, a ruptura de passivações e proteções aplicadas e as consequentes formações de pilhas, oportunidades da ação química e sua consequente ação corrosiva.
As corrosões ocasionadas por tais ações de fluidos sobre os materiais são classificadas principalmente em corrosão-erosão, a corrosão com cavitação e a corrosão por turbulência.

#### Corrosão-erosão
Define-se erosão neste caso como o desgaste mecânico de uma substância sólida, no caso o material de componentes ou condutores de um sistema causado pela abrasão superficial de uma substância sólida, pura ou em suspensão num fluido, seja ele líquido ou gasoso.
São casos comuns e frequentes deste tipo de ação:
- no deslocamento de materiais sólidos, de qualquer granulometria, como rochas britadas, minérios ou produtos industriais diversos, como o cimento.

- no deslocamento de um líquido contendo um sólido em suspensão, como as lamas de produção de minérios.

- no deslocamento de gases contendo partículas líquidas ou sólidas, como no caso de cinzas abrasivas resultantes da queima de carvão mineral juntamente com os gases de exaustão da combustão de usinas termoelétricas.

A ação erosiva ocorre normalmente no caso de líquidos e gases, em tubulações, em permutadores de calor, em pás de turbinas, em parafusos de bombas de Arquimedes, etc. O desgaste superficial causado pela erosão é capaz de destruir, ainda que pontualmente, a princípio, as camadas protetoras (passivas) formadas pelos próprios produtos de corrosão, ocasionando a formação de pilhas ativa-passiva. Por outro caminho, o processo corrosivo leva à produção de películas de produtos de corrosão, que são passivadoras da superfície, mas tais camadas são removidas continuamente pelo processo erosivo, levando ao contínuo desgaste pelas duas vias do material. Assim, quando associado com o processo erosivo, mais intenso se torna o processo corrosivo, tendo como somatório um desgaste maior que se apenas estivesse em ação o processo corrosivo ou o erosivo.

#### Corrosão com cavitação
Define-se cavitação como o processo de desgaste provocado em uma superfície, especialmente metálica ou mesmo de concreto, devido a ondas de choque no líquido, oriundas do colapso de bolhas gasosas (cavidades) nele temporariamente formadas por ebulição, normalmente a baixa pressão. Nas regiões de um sistema em movimento (como são os casos de pás de bombas centrífugas) ou em vibração (como são os casos das camisas de fluidos refrigerantes dos motores), onde ocorrem pelo menos momentos de baixas pressões, o suficiente para produzir bolhas de vapor ou mesmo de gases até então dissolvidos, e havendo a reversão para situações de pressão mais alta, causando o colapso de tais bolhas, que por redução praticamente instantânea de seu volume provocando ondas de choque e causando o impacto do fluido com as paredes, num efeito de "martelamento".
Do mesmo modo que a erosão por partículas em suspensão nos fluidos, a cavitação provoca a destruição das camadas de oxidação protetora das superfícies, propiciando de maneira similar o ataque corrosivo, com o acréscimo de provocar a deformação plástica com o encruamento causado pela ação das ondas de choque de alta pressão e portanto a formação de novas regiões anódicas.
Igualmente a processo de corrosão com ação conjunta da erosão, a ação dos dois fatores somados causa maiores perdas de material que a ação isolada da cavitação ou da corrosão.
É de se citar igualmente a formação, propiciando a maior formação de bolhas, de "focos de ebulição", que são regiões de maior aspereza (ou pontas e arestas) no material, de onde há a mais fácil formação de bolhas de vapor, exatamente pela ação inicial da corrosão ou da cavitação, sinergizando o processo, propiciando ainda mais cavitação.

#### Corrosão por turbulência ou impingimento
A chamada corrosão por turbulência ou impingimento é um processo corrosivo associado aos fluxos turbulentos de um líquido, ocorrendo especialmente quando há a redução da área do fluxo, ou em outras palavras, quando seu caminho torna-se mais estreito ou apresentar mudança de direção, como em curvas ou como se usa dizer em tubulações, "cotovelos". De modo similar à cavitação, os fluxos turbulentos podem provocar regiões de baixa pressão e bolhas especialmente de gases dissolvidos (como por exemplo o ar) e vapor que podem colapsar, causando a ação de ondas de choque do fluido contra a parede metálica e o processo erosivo deste modo resultante é denominado de impingimento. O ataque é um tanto diferente da cavitação, propiciando alvéolos na forma de ferradura e pela ação dominante de bolhas (geralmente ar) enquanto na cavitação a fase gasosa dominante é o vapor do líquido.

## Formas de corrosão
Corrosão quanto a geometria do ataque, aparência da superfície corroída e como o desgaste se processa no tempo.

### Corrosão por placas
A corrosão por placas se dá quando os produtos da reação de corrosão formam-se em placas que progressivamente se desprendem do volume do material. É comum em metais que formam películas protetoras a princípio, mas ao ganharem espessura pelo aumento do volume do produto de corrosão, estas causam fraturas, perdem aderência no material principal, desprendem-se e expõe novas massas de metal ao ataque.

### Corrosão alveolar
A corrosão alveolar ocorre quando a perda de volume provocado pela corrosão se dá sob forma mais localizada, com maior profundidade que a corrosão por placa e sem o desprendimento de material não corroído como a corrosão por placas, passando a formar crateras. Normalmente iniciam por corrosão por pite. São frequentes em metais que formam películas semi-protetoras ou quando o processo de corrosão se dá por depósito, como em casos de corrosão por aeração.

### Corrosão por pite
Aquela cuja profundidade é maior que seu diâmetro.

### Corrosão intergranular ou intercristalina
Quando o ataque se manifesta no contorno dos grãos, ocorre com mais frequência nos aços inoxidáveis austeníticos, quando sensitizados e expostos a meios corrosivos, porém ocorre também no alumínio, duralumínio, cobre e suas ligas, além de outros materiais.

### Corrosão transgranular ou transcristalina
Quando o fenômeno se manifesta sob a forma de trincas, que se propagam pelo interior dos grãos do material, como no caso da corrosão sob tensão dos aços inoxidáveis austeníticos, etc. Determinando meio de exposição processo que resulta na formação de produtos de corrosão e na libertação de energia.

### Na prática - Bombas, turbinas e vertedouros
Na engenharia hidráulica e na engenharia mecânica é grande a preocupação com a cavitação, assim como com a abrasão das areias e demais sedimentos transportados pela água no interior de bombas e turbinas, sobretudo devido aos prejuízos que podem causar nas estações elevatórias e nas turbinas e ainda nos vertedores das usinas hidrelétricas.
Não se deve confundir o fenômeno químico da corrosão com os fenômenos físicos da cavitação e da abrasão, embora os efeitos visuais nas pás de bombas e de turbinas sejam parecidos, assim como nas superfícies de concreto dos canais dos vertedores.